# 加藤秀一
加藤 秀一（かとう しゅういち、1963年6月15日 - ）は、日本の社会学者、明治学院大学社会学部教授、フェミニスト。

## 来歴
埼玉県立川越高等学校を経て、一橋大学社会学部卒、東京大学大学院社会学研究科博士後期課程単位取得満期退学。上野千鶴子と関係が深い。

## 著書

### 単著
- 『性現象論―差異とセクシュアリティの社会学』（勁草書房、1998年）
- 『〈恋愛結婚〉は何をもたらしたか―性道徳と優生思想の百年間』ちくま新書、2004年）
- 『ジェンダー入門―知らないと恥ずかしい』（朝日新聞社、2006年）
- 『個からはじまる生命論』（NHKブックス、2007年）
- 『はじめてのジェンダー論』（有斐閣ストゥディア、2017年）

### 共著
- 上野千鶴子、千田有紀、赤川学、飯田祐子、中谷文美、荻野美穂、加藤秀一、竹村和子、北田暁大他 著、上野千鶴子 編『構築主義とは何か』勁草書房、2001年2月。ISBN 978-4326652457。
- （石田仁・海老原暁子）『ジェンダー』（ナツメ社 2005年）
- （江原由美子・左古輝人・三部倫子・須永将史・林原玲洋）『争点としてのジェンダー―交錯する科学・社会・政治』（ハーベスト社、2019年）

### 共編著
- （坂本佳鶴惠・瀬地山角）『フェミニズム・コレクション（全3巻）』（勁草書房 1993年）
- 『「ジェンダー」の危機を超える! 徹底討論!バックラッシュ』若桑みどり,皆川満寿美,赤石千衣子共編著　2006　青弓社ライブラリー
- 『遺伝子技術の社会学』柘植あづみ共編著　文化書房博文社　2007　ソキウス研究叢書
- 『自由への問い 8 生 生存・生き方・生命』責任編集 岩波書店, 2010